# Gauliga Danzig-Westpreußen 1943/44
Die Gauliga Danzig-Westpreußen 1943/44 war die vierte und letzte komplett ausgespielte Spielzeit der Gauliga Danzig-Westpreußen des Fachamtes Fußball. Die Gaumeisterschaft, welche im Rundenturnier ausgetragen wurde, gewann der LSV Danzig mit drei Punkten Vorsprung vor der Post-SG Gotenhafen und qualifizierte sich somit für die deutsche Fußballmeisterschaft 1943/44. Bei dieser erreichten die Danziger in der 1. Runde gegen Hertha BSC ein 0:0 nach Verlängerung, wodurch ein Wiederholungsspiel nötig wurde. Dieses am 23. April 1944 ausgetragene Spiel verloren die Danziger dann recht deutlich mit 1:7.

## Kreuztabelle
| 1943/44            |        | Post-SG Gotenhafen | SG Neufahrwasser | BuEV Danzig | Bromberger SG | Post-SG Danzig | SV Viktoria Elbing | SV Thorn | SC Preußen Danzig | Danziger SC |
| ------------------ | ------ | ------------------ | ---------------- | ----------- | ------------- | -------------- | ------------------ | -------- | ----------------- | ----------- |
| LSV Danzig         |        | 2:1                | 2:1              | +0:0 a      | 4:3           | 7:2            | 3:1                | 2:1      | 2:2               | 2:0         |
| Post-SG Gotenhafen | 2:4    |                    | 1:2              | 2:0         | 4:1           | 3:2            | +0:0 b             | 3:2      | 4:1               | 11:1        |
| SG Neufahrwasser   | 2:0    | 3:5                |                  | 4:2         | 1:3           | 1:1            | 2:1                | 4:7      | 1:2               | 5:2         |
| BuEV Danzig        | 3:4    | 0:1                | 1:9              |             | 9:2           | 4:0            | 4:1                | 6:2      | 2:2               | 8:1         |
| Bromberger SG      | 0:2    | 1:4                | 7:0              | 0:5         |               | 3:2            | 4:1                | 6:0      | 4:2               | 6:0         |
| Post-SG Danzig     | 2:5    | 1:3                | 2:3              | 10:3        | 3:1           |                | 6:3                | 2:1      | 1:4               | 3:0         |
| SV Viktoria Elbing | 0:2    | 1:0                | 7:2              | 5:1         | 3:0           | 2:2            |                    | 0:2      | 2:0               | 5:4         |
| SV Thorn           | 0:0+ c | 1:3                | 11:0             | +0:0 d      | 1:2           | 1:9            | 0:1                |          | 2:5               | 2:1         |
| SC Preußen Danzig  | 1:6    | 1:2                | 3:5              | 2:5         | +0:0 e        | 3:2            | 3:0                | 3:5      |                   | 2:3         |
| Danziger SC        | 1:7    | 0:1                | 0:5              | 3:6         | 4:1           | 2:2            | 3:2                | 1:8      | 2:1               |             |

## Abschlusstabelle
| Pl. | Verein                 | Sp. | S  | U | N  | Tore    | Quote | Punkte |
| --- | ---------------------- | --- | -- | - | -- | ------- | ----- | ------ |
| 1.  | LSV Danzig             | 18  | 15 | 2 | 1  | 054:230 | 2,35  | 32:40  |
| 2.  | Post-SG Gotenhafen (N) | 18  | 14 | 1 | 3  | 051:230 | 2,22  | 29:70  |
| 3.  | SG Neufahrwasser (M)   | 18  | 9  | 1 | 8  | 050:570 | 0,88  | 19:17  |
| 4.  | BuEV Danzig            | 18  | 8  | 1 | 9  | 059:480 | 1,23  | 17:19  |
| 5.  | Bromberger SG          | 18  | 8  | 0 | 10 | 044:450 | 0,98  | 16:20  |
| 6.  | Post-SG Danzig         | 18  | 6  | 3 | 9  | 052:490 | 1,06  | 15:21  |
| 7.  | SV Viktoria Elbing     | 18  | 7  | 1 | 10 | 035:380 | 0,92  | 15:21  |
| 8.  | SV Thorn               | 18  | 7  | 0 | 11 | 046:480 | 0,96  | 14:22  |
| 9.  | SC Preußen Danzig      | 18  | 6  | 2 | 10 | 037:480 | 0,77  | 14:22  |
| 10. | Danziger SC (N)        | 18  | 4  | 1 | 13 | 028:770 | 0,36  | 09:27  |

| (M) | Titelverteidiger              |
| (N) | Aufsteiger aus den 1. Klassen |

## Aufstiegsrunde

### Abteilung A
| Pl. | Verein                                                                                            | Sp. | S | U | N | Tore    | Quote | Punkte |
| --- | ------------------------------------------------------------------------------------------------- | --- | - | - | - | ------- | ----- | ------ |
| 1.  | WKG Kriegsmarine Oxhöft (Zusätzlicher Teilnehmer aus der 1. Klasse Kreisgruppe Zoppot/Gotenhafen) | 4   | 4 | 0 | 0 | 017:500 | 3,40  | 08:0   |
| 2.  | WKG Kriegsmarine Danzig (Sieger 1. Klasse Kreisgruppe Danzig)                                     | 4   | 3 | 0 | 1 | 020:800 | 2,50  | 06:20  |
| 3.  | WKG Navigationsschule Gotenhafen (Sieger 1. Klasse Kreisgruppe Zoppot/Gotenhafen)                 | 4   | 1 | 0 | 3 | 013:140 | 0,93  | 02:60  |
| 4.  | Elbinger SV (Sieger 1. Klasse Kreisgruppe Elbing)                                                 | 4   | 0 | 0 | 4 | 004:270 | 0,15  | 0:80   |

### Abteilung B
| Pl. | Verein                                                                       | Sp. | S | U | N | Tore    | Quote | Punkte |
| --- | ---------------------------------------------------------------------------- | --- | - | - | - | ------- | ----- | ------ |
| 1.  | HSV Unteroffiziersschule Mewe (Sieger 1. Klasse Kreisgruppe Dirschau/Konitz) | 4   | 3 | 0 | 1 | 012:800 | 1,50  | 06:20  |
| 2.  | Post-SG Thorn (Sieger 1. Klasse Kreisgruppe Bromberg/Thorn)                  | 4   | 2 | 1 | 1 | 009:700 | 1,29  | 05:30  |
| 3.  | SC Graudenz (Sieger 1. Klasse Kreisgruppe Graudenz)                          | 4   | 0 | 1 | 3 | 004:100 | 0,40  | 01:70  |